# République (Paris metro)
République är den näst största tunnelbanecentralen i Paris tunnelbana efter stationen Châtelet och har stationer för linje 3, linje 5,  linje 8,  linje 9 och linje 11. Alla perronger är ihopbyggda med långa gångar och bildar tillsammans en av världens största och mest trafikerade underjordiska centraler. Stationen ligger under Place de la République och har 10 perronger samt 10 spår. Första delen av centralen invigdes år 1904 för linje 3 och några år senare för linje 5 1907. Under 1930-talet tillkom linje 8 (1931), linje 9 (1933) samt linje 11 (1935).

## Galleri

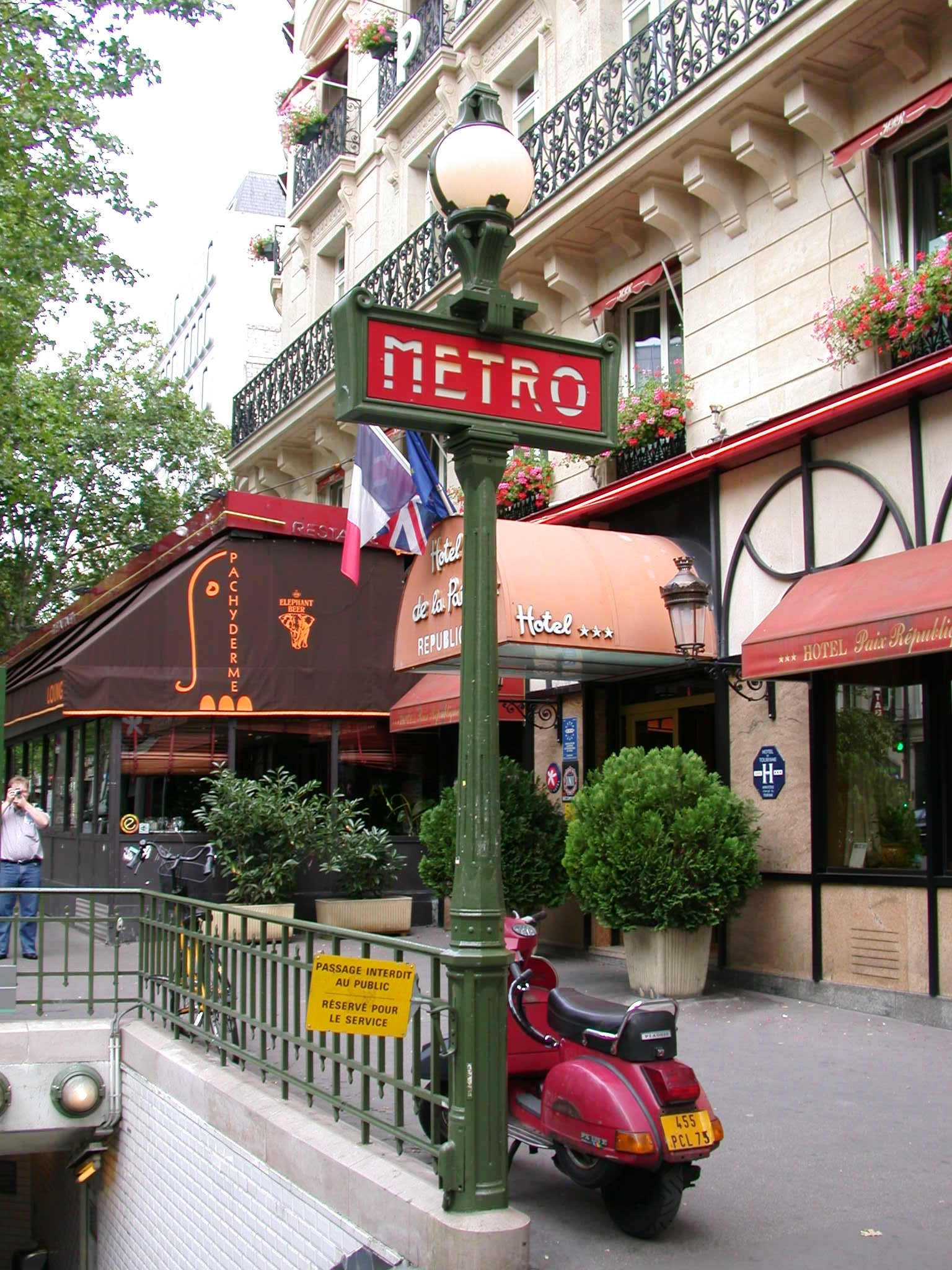
Boulevard Saint-Martin
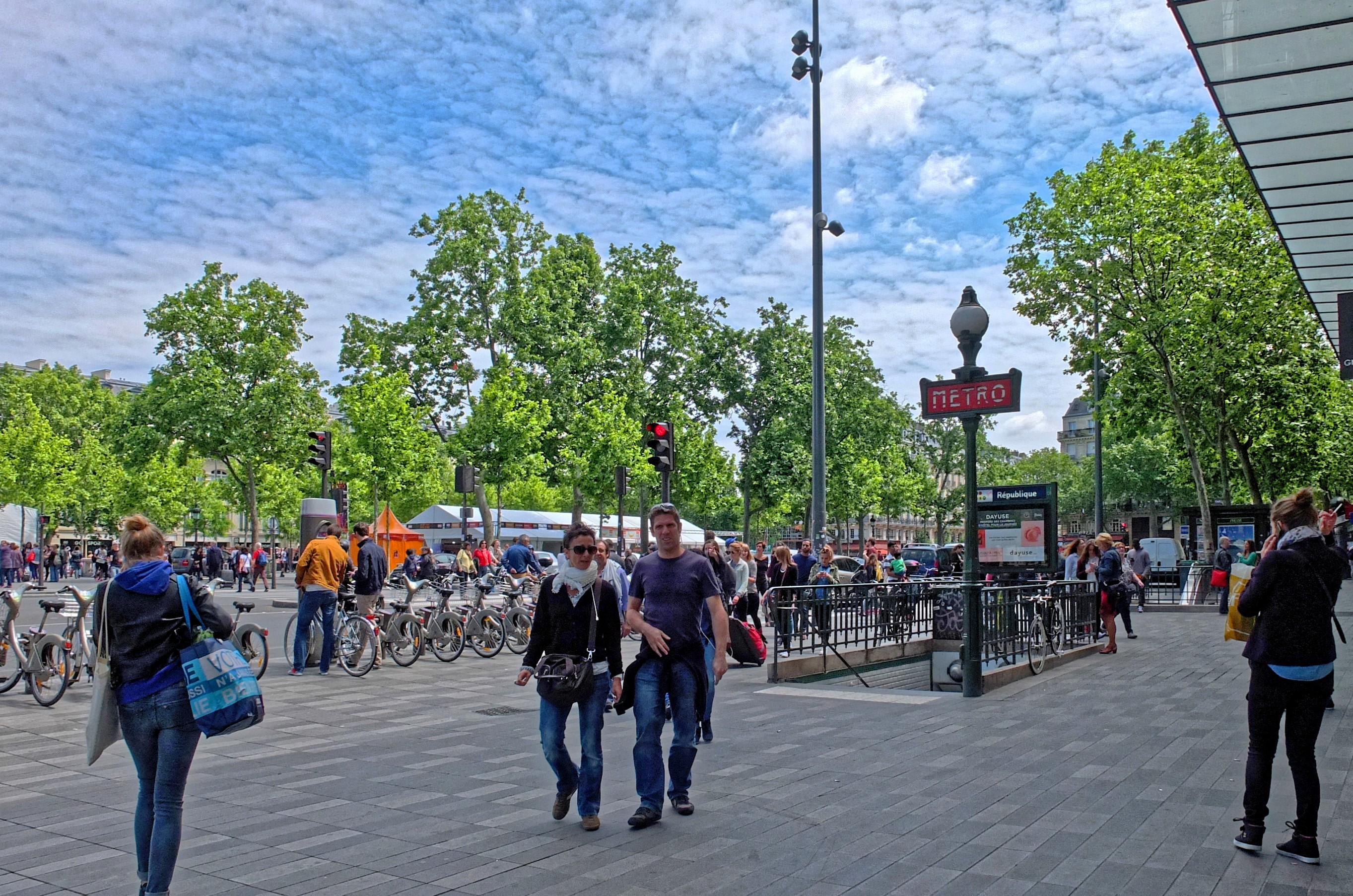
Place de la République
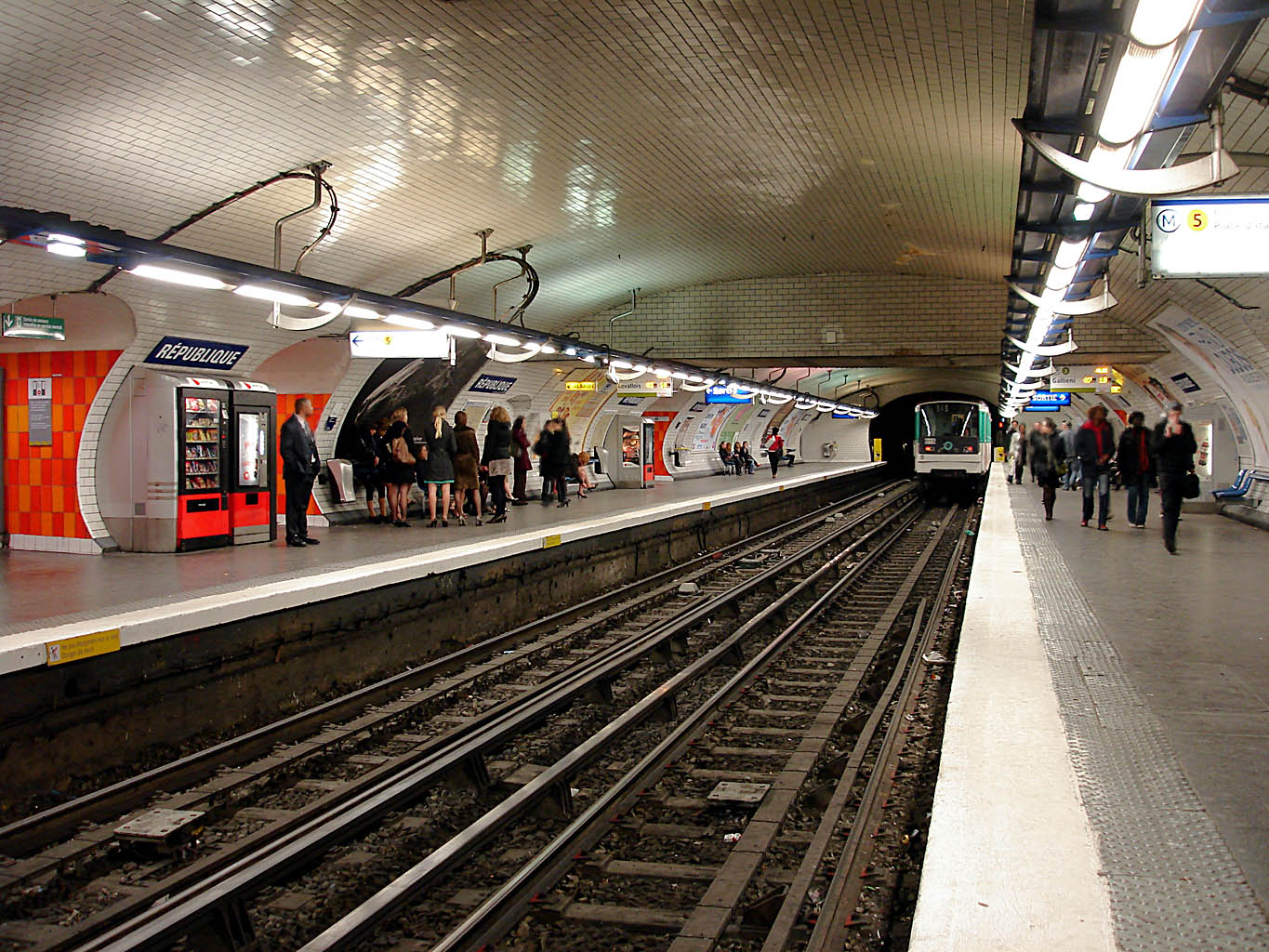
Perronger på République för linje
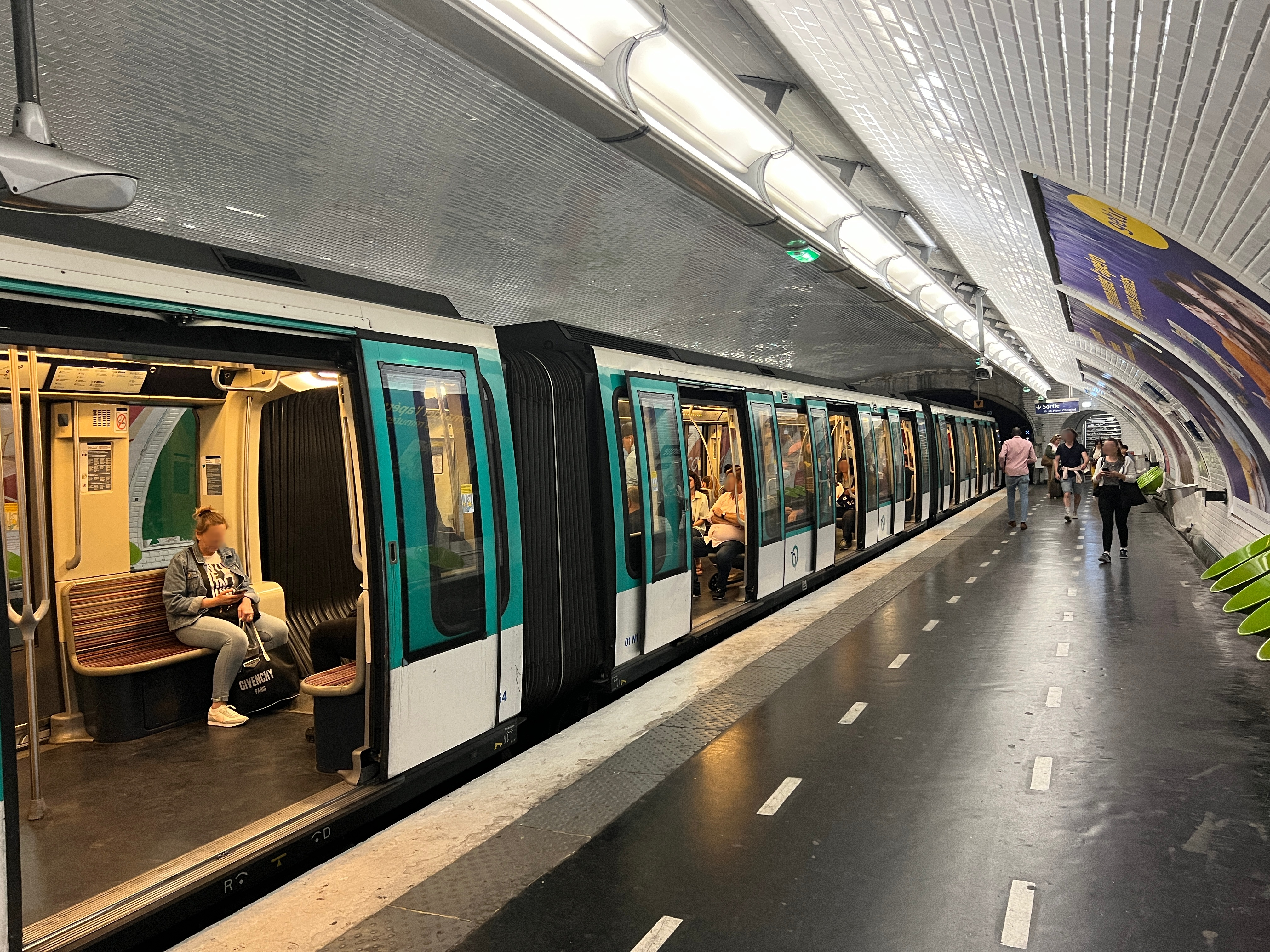
Tåg på linje
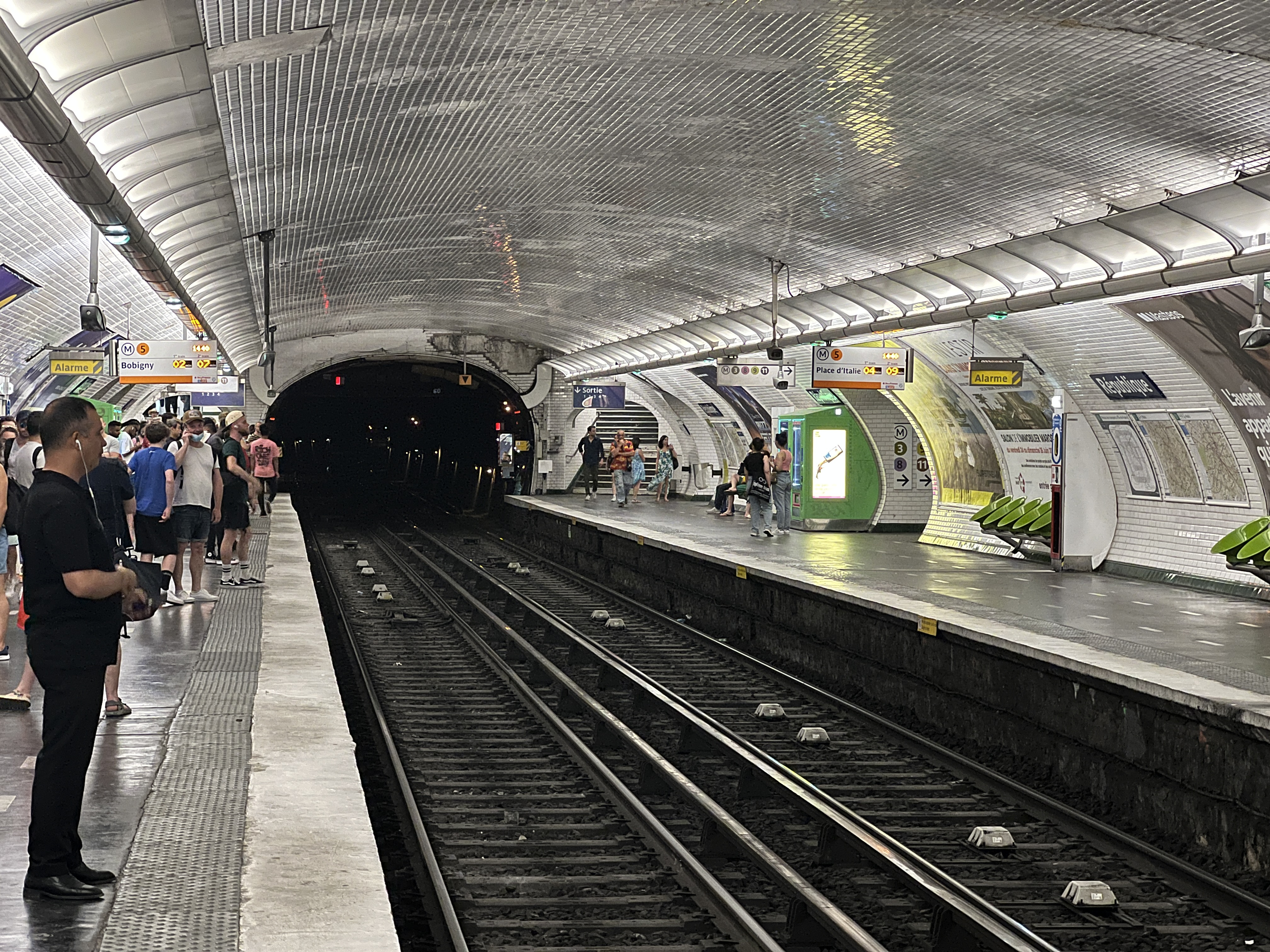
Perronger för linje
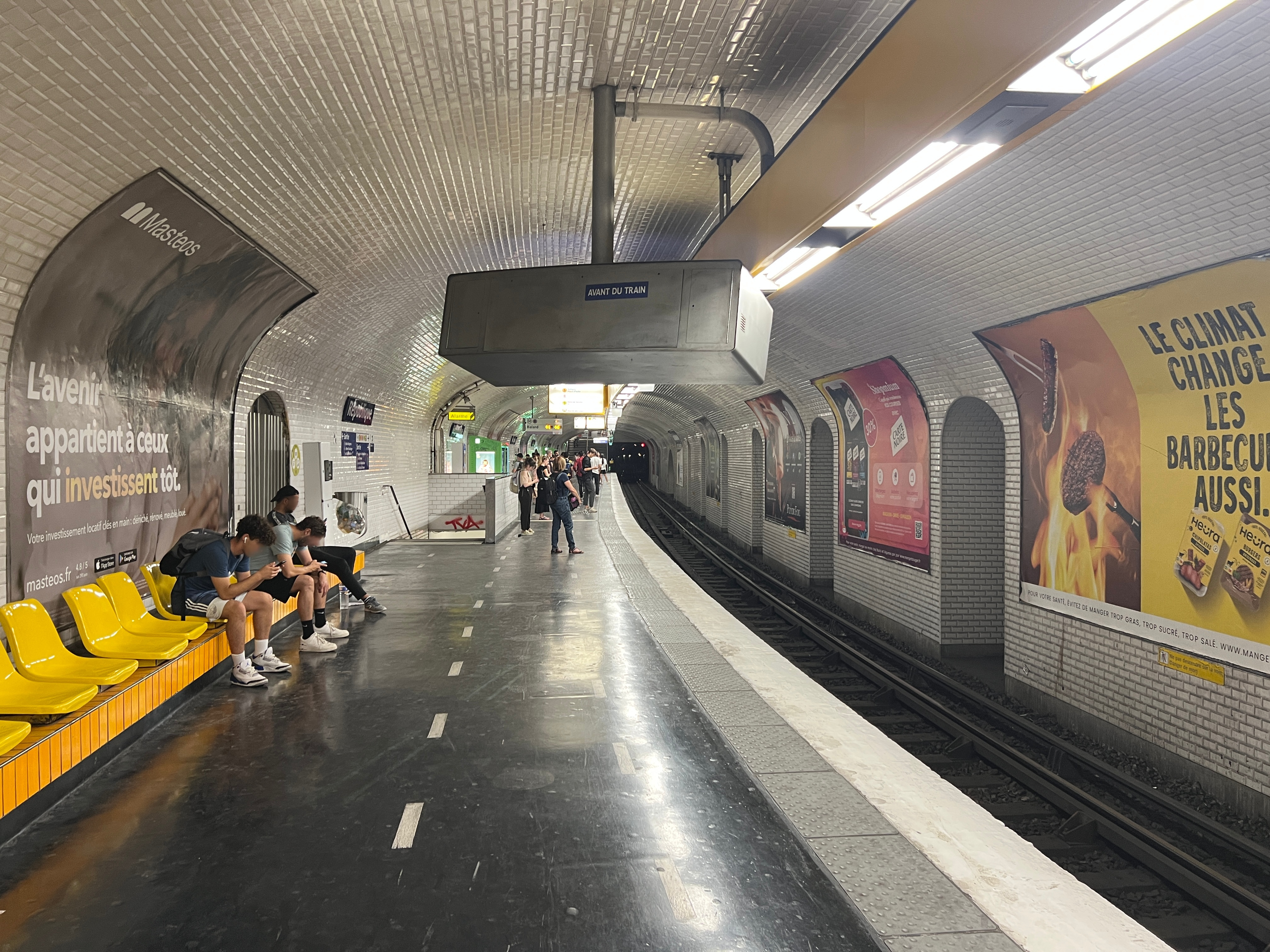
Perrong för linje
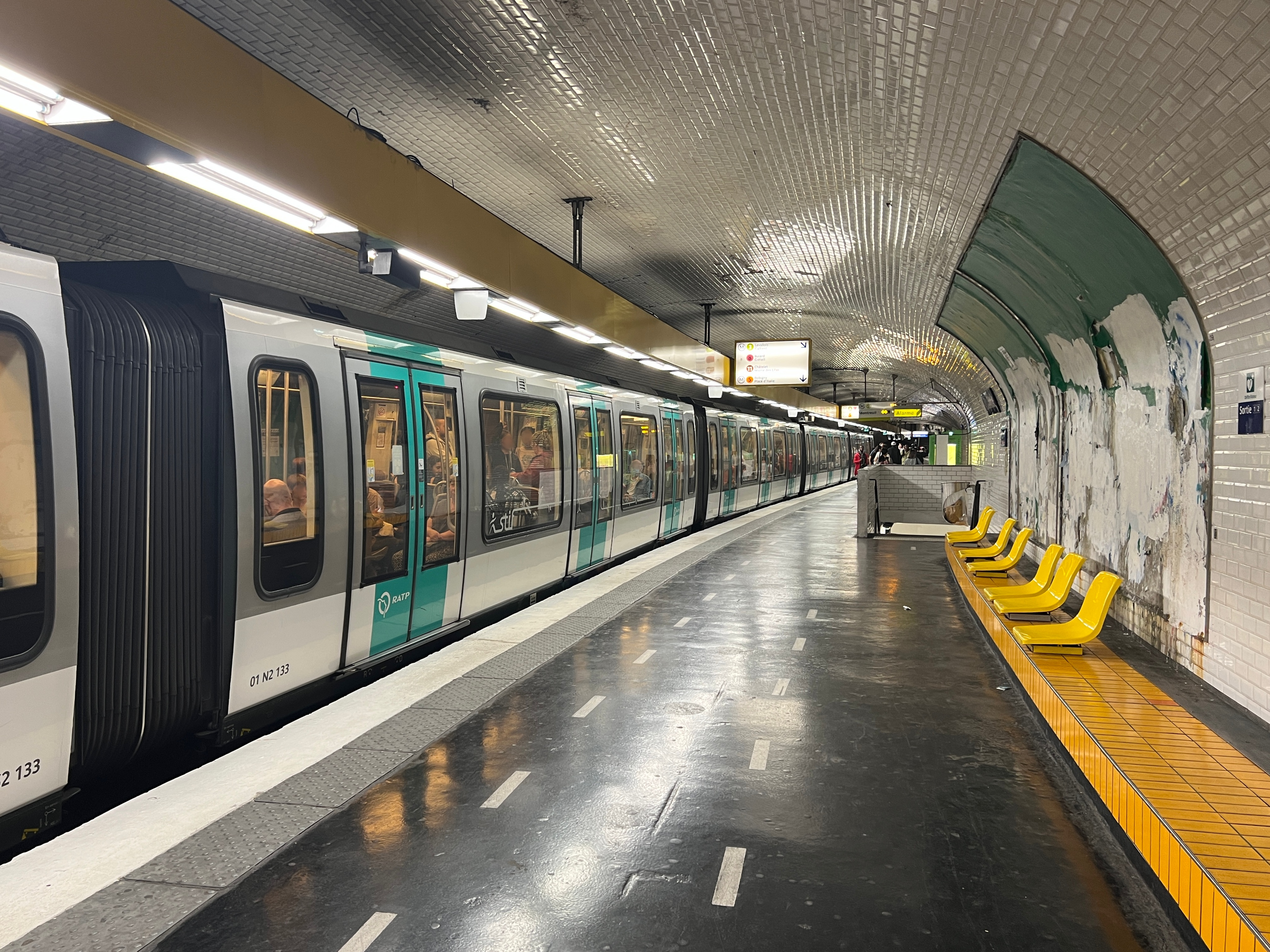
Perrong på République för linje
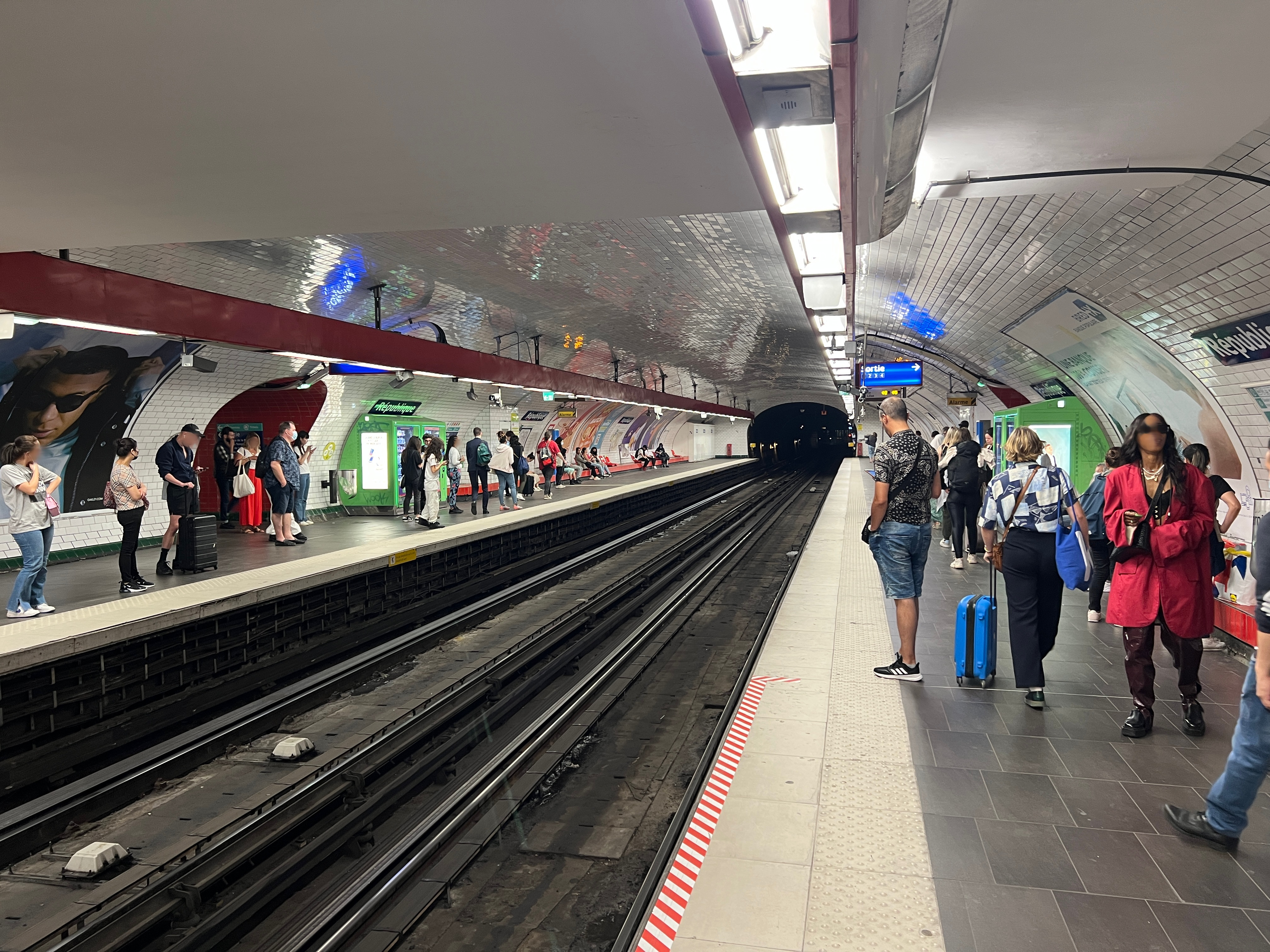
Perronger för linje